# 吳聰敏
吳聰敏（1952年10月31日—）是臺灣經濟學家，屏東縣人，專長在總體經濟學方面，近年來主要研究為台灣長期經濟發展，對農業經濟以及荷治、日治時期的經濟議題有相當著墨。另外，常常用經濟學的角度分析台灣的教育制度，反對政府過多的介入，也不贊同公營學校，對於台灣教育業有獨到的見解。

## 生平
國立臺灣大學電機系畢業，政大企研所碩士，美國羅徹斯特大學經濟學博士，現任國立臺灣大學經濟系教授、中華民國中央銀行理事。與張清溪、許嘉棟、劉鶯釧等共同出版《經濟學理論與實際》一書，合稱「台大四人幫」。自編的經濟學原理教科書頗具特色。與胞弟吳聰慧共同開發了cwTEX排版系統。
吳老師非常熱血，他希望能改變台灣社會的不公平問題，尤其是教育。並於退休後申請三年寫書計畫，主軸為台灣經濟四百年。

## 著作

### 個人著作
- 《總體經濟學》（台北：翰蘆圖書，2003）
- 《經濟學原理》（台北：翰蘆圖書，2010-2011；再版，台北：雙葉書廊，2018）
- 《經濟學》（台北：雙葉書廊，2012）
- 《經濟學概論》（台北：雙葉書廊，2012）
- 《台灣經濟四百年》（台北：春山出版，2023）

### 共同著作
- 吳聰敏、吳聰慧：《CWTEX排版系統》（台北：翰蘆圖書，1997）
- 張清溪、許嘉棟、劉鶯釧、吳聰敏：《經濟學：理論與實際》（台北：臺大出版中心，2018；再版，台北：雙葉書廊，2022）
- 張清溪、許嘉棟、劉鶯釧、吳聰敏：《經濟學》（台北：雙葉書廊，2022）
- 吳聰敏、古慧雯、韓家寶、林文凱、盧佳慧、魏凱立：《制度與經濟成長》（台北：臺大出版中心，2020）
- 陳虹宇、吳聰敏、李怡庭、陳旭昇：《致富的特權：二十年來我們為央行政策付出的代價》（台北：春山出版，2021）

## 外部連結
- 國立臺灣大學吳聰敏網頁（页面存档备份，存于）